# Barclay (Maryland)
Barclay es un pueblo ubicado en el condado de Queen Anne en el estado estadounidense de Maryland. En el Censo de 2010 tenía una población de 120 habitantes y una densidad poblacional de 297 personas por km².

## Geografía
Barclay se encuentra ubicado en las coordenadas 39°8′37″N 75°51′50″O / 39.14361, -75.86389. Según la Oficina del Censo de los Estados Unidos, Barclay tiene una superficie total de 0.4 km², de la cual 0.4 km² corresponden a tierra firme y (0%) 0 km² es agua.

## Demografía
Según el censo de 2010, había 120 personas residiendo en Barclay. La densidad de población era de 297 hab./km². De los 120 habitantes, Barclay estaba compuesto por el 88.33% blancos, el 0.83% eran afroamericanos, el 4.17% eran amerindios, el 0% eran asiáticos, el 0% eran isleños del Pacífico, el 6.67% eran de otras razas y el 0% pertenecían a dos o más razas. Del total de la población el 9.17% eran hispanos o latinos de cualquier raza.